# 麻雀一番街
『麻雀一番街』（まーじゃんいちばんがい）は、香港のLANCELOT TECH LTDより開発・配信されているオンライン対戦麻雀ゲーム。
Android版、iOS版、macOS版、Windows版、Linux版、Steam版があり、日本式麻雀（リーチ麻雀）のルールで、四人麻雀と三人麻雀、及びオリジナルの二人麻雀のプレイを提供している。

## 概要
2022年1月19日に日本、韓国、アメリカなど60か国と地区でサービスを開始したオンライン対戦麻雀ゲーム。MリーグのEX風林火山のチームスポンサーである。
基本プレイ無料で、アイテム課金制。プレイヤー（キャプテン）が操作するキャラクター（雀士）やアクセサリ、エフェクトはガチャにあたる「募集」などから入手できる。キャラクターを対局でアバターに用いたり、贈り物アイテムを使用したりすることでそのキャラクターの「好感度」が上昇し、追加ボイスや追加衣装が解禁される。
対局においては、各キャラクター固有のスタンプ・ボイス機能を使用できるのが特徴。サービス開始前からMリーガーの瑞原明奈・松本吉弘を公式アンバサダーとして起用。他のプロ雀士も数多くプロモーションに協力し、Twitterを中心とした麻雀ファンの取り込みを行い話題を呼んだ。
対局では左端の設定から自動理牌、自動和了、鳴きなし、ツモ切りの4種類のオンオフが選べるほか、リーチ時およびツモ切りオン時に自動カン、自動北抜き（三人麻雀）のオンオフが選べる。
一部のイベントでは、ミニゲームが期間限定で遊べるようになっている。そのうち、リコリス・リコイルコラボ時の天和リコリコにて登場した「清一色の試練」（二人麻雀）、通常イベントの放課後まーじゃんたいむにて登場した「指令戦」（四人麻雀）、通常イベントの春の運動会にて登場した「決闘十七歩」は友人戦と娯楽戦にて常設化された。
2024年9月30日より特定の配信者・プロ雀士・運営スタッフにプレイヤー名の隣にそれぞれ「LIVEマーク」、「PROマーク」、「DORAマーク」が付くようになった。
公式サイトの牌譜屋にて、2025年6月18日午前5時以降の牌譜およびデータを見ることができる（銀河卓のみ）。

## ゲームモード

### 段位戦
高段位への昇段を目的にする対戦室。四人麻雀と三人麻雀の段位は別である。段位は以下２１段階に分かれており、対局に勝利すると得られるポイントを貯めることで昇段が可能。段位ポイントは雀魂とは異なり、素点は考慮されず順位のみによって増減する。
初登場、D3、D2、D1、C2、C1、B2、B1、A2、A1、初段、二段、三段、四段、五段、六段、七段、八段、九段、十段、天下一番
初登場〜初段は降段しないが、二段〜十段はポイントが0を下回ると降段する。天下一番まで到達すると降段しなくなる。昇段の際に超過した段位ポイントは次の段位に持ち越される。逆に降段の際に超過したマイナスの段位ポイントは持ち越されない。
また、段位を上げるごとに以下４つの部屋へ入場可能となる。
- 新星卓：初登場～二段
- 霞月卓：初段〜四段
- 炎陽卓：四段〜七段（八段以上でも銀河卓で2分以上マッチングしない場合は炎陽卓でマッチング可能）
- 銀河卓：七段以上

炎陽卓で段位差が四段以上の対戦相手がいる場合、六段以下の段位が低いプレイヤーに保護機能を適用し、3位以下になったときのポイント減少が軽減される。

ネット麻雀ではラス回避ルールが採用されることが多いが、比較的トップ取りのポイント配分になっているのが特徴である。
四人麻雀の半荘戦では、Mortal 4.1（攻撃型）による牌譜の解析ができる。

### 一局戦
25,000アウル（アウル戦）、または50一番券（一番券戦）を賭けて三人麻雀一局戦を行える。段位に関わらずマッチングする。北抜きはなし（自風に関わらず役牌となる）。槓ドラは即表示。和了した役の翻数に応じたアウルまたは一番券が獲得できる。三倍役満以上は二倍役満として計算される。流局するとそのまま終了。賭けたアウルおよび一番券は返還されない。段位ポイント・レーティングは変動しない。

### 大会戦
１卓以上の規模の大会をアプリ内で開催することが可能。運営が設置する公式、個人で作成可能な非公式・個人の3つに分かれている。
公式大会には定期的に開催される256人大会[グランプリ]と、常設されているものがある。公式大会にはアウルを使用するものと一番券を使用するものに分かれており、常設大会には四人麻雀と三人麻雀がある（定期開催の大会は四人麻雀固定）。
常設大会はアウルを使用するものは8人大会（四人麻雀）と9人大会（三人麻雀）、一番券を使用するものは32人大会（四人麻雀）と27人大会（三人麻雀）がある。四人麻雀は上位2人、三人麻雀は1位が次戦に進出できる。256人大会の1回戦のみ東風戦で、他は全て一局戦で行われる。

### 友人戦
個室IDを入力、もしくは招待リンクをクリックすることで、設定したルールで任意の相手と対局することが可能。割れ目、オープンリーチ、祝儀ポイント、焼き鳥といった友人戦ならではのルールを設定可能。かつてイベント限定だった「清一色の試練」や「指令戦」も遊ぶことができる。段位ポイント・レーティング・アウルは変動しない。パブリックで募集することもでき、個室IDを知らない見知らぬ人とでも対戦ができる。
「通常」と「清一色の試練」では以下のローカル役を採用することができる。
- 燕返し（1翻。最初の宣言牌のみ有効。）
- 槓振り（三人麻雀では、北抜きをした直後の打牌に対してロン和了した場合にも成立する。槓を行った直後に北抜きをしたとき、その抜いた北に対してロン和了した場合には成立しない。）
- 推不倒（1翻。一二三四五八九筒・二四五六八九索・白のみで和了した場合に成立する。）
- 十二落抬
- 赤ドラ三色（2翻、実質5翻。赤五萬・赤五筒・赤五索を揃えて和了した場合に成立する。）
- 五門斎（2翻。）
- 三色通貫
- 三連刻
- 一色三順（喰い下がりありの3翻。）
- 人和（鳴きや北抜きが入ると無効。抜いた北に対してロン和了した場合は成立する。）
- 四連刻（役満。）
- 一色四順（役満。）
- 紅孔雀
- 紅一点
- 黒一色
- 大車輪
- 大数隣
- 大竹林
- 石の上にも三年（役満。ダブル立直と海底撈月または河底撈魚の複合で成立する。）
- 十三不塔
- 八連荘（親が8回連続で和了した場合に成立する。）
- 百万石
- 金門橋（門前清限定。）
- 東北新幹線（門前清限定。）
- 純正緑一色（ダブル役満。二三四六八索のみで和了した場合に成立する。）
- 大七星（ダブル役満。）

## ルール
四人麻雀・三人麻雀は段位戦のもの。二人麻雀及び指令戦及び決闘十七歩は現在は友人戦と娯楽戦で選択可能。大会戦（個人開催）や友人戦では一部ルールの任意変更が可能。

### 四人麻雀
- 1打5秒+持ち時間20秒（切れたらツモ切り）
- 配給原点：25,000点
- 返し点：30,000点
- 順位点：1位+30、2位+10、3位-10、4位-30　（段位ポイントとは別途集計）
- オカ：あり
- 赤3枚
- 一発、裏ドラ、槓ドラ：あり
- 槓ドラ即めくり：あり
- 喰いタン、後付け：あり
- 喰い替え：なし
- 連風牌の雀頭：4符
- 全員が30,000点未満の場合の南入、西入：あり
- 途中流局：あり（九種九牌、四風連打、四槓散了、三家和、四家立直）
- ダブロン：あり（積み符や供託は上家取り。和了者に親が含まれれば連荘。）
- ツモ番なしリーチ：なし
- 聴牌連荘：あり
- 流し満貫：あり（流局扱いで親が聴牌している場合は連荘。ノーテン罰符の精算は満貫の精算に代替される。）
- 数え役満：あり
- 国士無双においての暗槓搶槓：あり
- 大明槓嶺上パオ：あり（ツモ符はつく）
- 役満パオ：あり（大三元、大四喜、四槓子）
- 人和：なし
- 四暗刻単騎、国士無双十三面待ち、純正九蓮宝燈、大四喜はダブル役満扱い。
- ラス親がトップでかつ30,000点以上に達した場合のあがり止め、聴牌止め：あり
- 飛び：あり（0点ちょうどは続行。精算時はマイナスの持ち点も集計する。）
- 流局によって終局となった場合、供託はトップ取り。
- 終局時に同点の場合、起家に近い方が上位。

### 三人麻雀
- 四人麻雀との相違点は以下の通り。
- 配給原点：35,000点
- 返し点：40,000点
- 順位点：1位+20、2位+0、3位-20
- チー：なし
- 赤2枚
- 二萬〜八萬は使わない。
- 全員が40,000点未満の場合の南入、西入：あり
- 北抜きドラ：あり（北は役牌にならない。北抜きはフリテン・搶槓の対象にならない。ロン和了可能。地和・ダブル立直・一発[注 6]は無効になる。抜いた際の嶺上牌でツモ和了すると嶺上開花がつく。）
- ツモ和了時の点数計算：ツモ損
- ノーテン罰符は場に2,000点。
- 積み符は1本場につき200点。
- 途中流局：あり（九種九牌、四槓散了）
- 大明槓嶺上パオ：なし
- 役満パオ：あり（大三元、大四喜）
- ラス親がトップでかつ40,000点以上に達した場合のあがり止め、聴牌止め：あり

### 二人麻雀（清一色の試練）
- 返し点：なし（どちらかが箱下に沈むまで継続）
- 順位点：なし
- オカ：なし
- チー、ポン：なし
- 大明槓、加槓：なし[注 7]
- ドラ、赤ドラ、裏ドラ、槓ドラ：なし
- 一発：あり
- 喰いタン、後付け：なし（不可能）
- １種の数牌のみ使用[注 8]。
- 途中流局：あり（四槓散了）
- 聴牌連荘：あり（聴牌料はなし）
- 供託：なし
- リーチ棒：局終了後にリーチ宣言者が回収（リーチ棒分の点数の移動なし）
- ツモ和了時の点数計算：ロンと同じ
- 人和[注 9]：ローカル役として設定できる（役満）
- チョンボ[注 10]：役満払い（親48,000点、子32,000点）、親流れ

### 指令戦
- 指令カードを使った特殊な四人麻雀。
- CPUとは対戦ができない。
- フレンドの観戦ができない。
- 牌譜の記録はされるが、確認することができない。
- 東風戦
- 1打10秒+持ち時間30秒
- 配給原点：30,000点
- 連荘：なし
- 途中流局：あり
- 南入：なし
- 大明槓嶺上パオ：なし
- 役満パオ：なし
- 指令カードの構成（35枚）
  - 領域指令（ルール追加系指令）8種類各1枚。
  - 侵略指令（攻撃系指令）3種類各3枚。
  - 妨害指令（守備系指令）3種類各3枚。
  - 操作指令（効果系指令）3種類各3枚。
- 領域指令の確定
  - 各局開始時、システムがランダムに1枚の領域指令を指定する。
  - 領域指令はその局に追加ルールを適用し、全員に影響する。
  - 領域指令は4局間重複しない。
  - 対局中に領域指令を変更することはできない。
- 指令カードの引き方
  - ゲーム開始時、各プレイヤーは領域指令以外の4枚の指令カードを引く。
  - ゲーム開始時、任意のカードを1度だけ引き直すことができる。
  - 手札上限は6枚。
  - 各局開始時、点数が15,000点以下の場合、そのプレイヤーは1枚の指令カードを引く。
  - 1試合中27枚の指令カードが全て配布されると、新しい指令カードは配布されない。
- 領域指令
  - ワールドハート（全ての風牌を自風牌と扱う。）
  - 極限死闘（ノーテン罰符が5倍になる。）
  - 後流効果（前局終了時の順位に応じて和了時の翻数増加。1位→+0翻、2位→+1翻、3位→+2翻、4位→+4翻。東1局は出現しない。）
  - 嬉しい誤算（和了時+2翻。）
  - 二ツ星（最初からドラ表示牌を2枚めくる。）
  - 三ツ星（最初からドラ表示牌を3枚めくる。）
  - 四ツ星（最初からドラ表示牌を4枚めくる。）
  - 重力修行（二翻縛りになる。）
- 侵略指令：使用後同巡内ツモ和了の場合発動しない。
  - トランジション（和了時、特定の役を含む場合、役を進化させる。リーチ→ダブルリーチ、チャンタ→純チャン、混一色→清一色、一盃口→二盃口、三暗刻→四暗刻、小三元→大三元、小四喜→大四喜、三槓子→四槓子。）
  - 倍の成果（和了時、和了点が2倍になる。）
  - ギャンブル契約（和了または流局の時に、契約に基づいて点数を獲得または支払う。ツモ和了なら点数が3倍、ロン和了なら点数が2倍になる。ただし流局した場合、全員に4,000点払う。）
- 妨害指令
  - 痛み止め（払う点数が1/2になる。ノーテン罰符を支払う時も有効。計算後の点数の十の位は切り捨て。）
  - 誤算（他家の和了翻数が3翻以上の場合、翻数-2。）
  - ブリザード（他家は裏ドラ表示牌をめくることができなくなる。）
- 操作指令
  - 第六感（リーチした相手の待ち牌の種類が分かる。）
  - 迷彩スプレー（使用後、自分の次の捨て牌を裏向きで捨てられる。他のプレイヤーはこの牌が何であるか知らず、この牌に対してチー、ポン、カン、和了することもできない。）
  - カウンター（伏せられたカードを1枚破壊できる。）
- 指令カードは自分の切り番に使用できる。リーチ後も使用可能。
- 指令カードは同時に複数枚使用できる。

### 決闘十七歩
- 常に自動和了ON
- 手牌構築時間120秒
- 1打5秒+持ち時間10秒
- 配給原点：50,000点
- 赤ドラ、槓ドラ：なし
- 連荘：なし
- 全局東場
- ツモ、チー、ポン、カン：なし
- 1巡目リーチ必須（ダブルリーチ扱いにならない）
- リーチ棒の供託：なし
- ノーテンリーチ可能（流局時ノーテン罰符）
- 飛び：あり
- 途中流局：なし
- 流し満貫：なし
- 満貫縛り（表ドラも含めて計算）
- 切り上げ満貫：あり
- ローカル役：あり
- 人和：なし

## 雀士

### 初期キャラクター
- 一色清美（CV.小倉唯）
  - 二つ名 : キラキラ一色使い
  - 陣営 : 雀ヶ丘
  - 雀風 : 染め手が多い
  - 好きな役 : 清一色、混一色
- 三宅環奈（CV.新井里美）
  - 二つ名 : 絶対雀感ドリーマー
  - 陣営 : 雀ヶ丘
  - 雀風 : 自由奔放
  - 好きな役 : タンヤオ、平和

### ガチャキャラクター
- 東方凪（CV.小倉唯）
  - 二つ名 : 会心一撃の淑女
  - 陣営 : 雀ヶ丘
  - 雀風 : メンゼン高打点派
  - 好きな役 : リーチ、ツモ
- 五十嵐紗子（CV.長谷川玲奈）
  - 二つ名 : 深読みマンハッタン
  - 陣営 : 佐賀World
  - 雀風 : 読みと心理戦を多用する
  - 好きな役 : 一盃口、一発
- 九鬼蓮心（CV.新井里美）
  - 二つ名 : 鬼気迫るバーサーカー
  - 陣営 : Dawn運命騎士
  - 雀風 : 超攻撃型
  - 好きな役 : 九蓮宝燈、リーチ
- 天海汐月（CV.長谷川玲奈）
  - 二つ名 : デジタル求道者
  - 陣営 : 桜咲茶屋
  - 雀風 : デジタル派、読みの裏をかく
  - 好きな役 : 海底撈月、七対子
- 天宮健一（CV.森嶋秀太）
  - 二つ名 : 傾奇王子
  - 陣営 : 佐賀World
  - 雀風 : 聴牌即立
  - 好きな役 : リーチ、天和
- 雀丸（CV.森嶋秀太）
  - 二つ名 : 四川の副露マスター
  - 陣営 : 雀ヶ丘
  - 雀風 : 副露多い、超攻撃型
  - 好きな役 : 緑一色、索子の清一色
- 五月女百合香（CV.石川由依）
  - 二つ名 : エンジェルメロディ
  - 陣営 : 佐賀World
  - 雀風 : 常に冷静でバランスが良い
  - 好きな役 : 花鳥風月[注 11]
- 赤羽アテナ（CV.石川由依）
  - 二つ名 : 絶対正義ワルキューレ
  - 陣営 : 三途インダストリー
  - 雀風 : 面白い麻雀が打ちたい
  - 好きな役 : 赤ドラ三色、紅孔雀
- 夏海真凜（CV.直田姫奈）
  - 二つ名 : 百獣の女王
  - 陣営 : 星辰
  - 雀風 : 果敢な高打点攻め派
  - 好きな役 : 大三元
- 五月女直哉（CV.浪川大輔）
  - 二つ名 : バーニングフィスト
  - 陣営 : 桜咲茶屋
  - 雀風 : 普段は冷静だが正念場は猛烈に攻める
  - 好きな役 : 四暗刻単騎
- 深瀬アリス（CV.沼倉愛美）
  - 二つ名 : タクティクス・ゴッデス
  - 陣営 : 三途インダストリー
  - 雀風 : 戦術や策略を活用し、仕掛けも得意
  - 好きな役 : 対々和
- メニヤ（CV.悠木碧）
  - 二つ名 : 沈黙の執行者
  - 陣営 : 三途インダストリー
  - 雀風 : 存在感が薄い、よくダマテンでアガる
  - 好きな役 : 七対子
- 不二一気（CV.杉山紀彰）
  - 二つ名 : 未熟な占い師
  - 陣営 : 雀ヶ丘
  - 雀風 : 偉そうに乱暴に打つ
  - 好きな役 : 一気通貫
- 白羽飛鳥（CV.内田真礼）
  - 二つ名 : 金の瞳の魔女
  - 陣営 : Dawn運命騎士
  - 雀風 : 逆転妄想派
  - 好きな役 : 大四喜
- 原道雪（CV.ゆかな）
  - 二つ名 : 無双の剣士
  - 陣営 : 桜咲茶屋
  - 雀風 : 信念を持ったスピード攻撃派
  - 好きな役 : 国士無双
- 音無郁子（CV.ゆかな）
  - 二つ名 : メンヘラバーチャル配信者
  - 陣営 : 雀ヶ丘
  - 雀風 : ネット麻雀無双流
  - 好きな役 : 嶺上開花
- 小倉奏（CV.直田姫奈）
  - 二つ名 : 流行を追い求める人
  - 陣営 : 星辰
  - 雀風 : 鳴ければ鳴く、かつ三色が一番キレイ
  - 好きな役 : 三色同順、三色同刻
- 不破真昼（CV.夏吉ゆうこ）
  - 二つ名 : 勝利を追う王女
  - 陣営 : 帝皇
  - 雀風 : 攻防兼備、変幻自在
  - 好きな役 : 国士無双十三面待ち
- 犬飼陽菜（CV.夏吉ゆうこ）
  - 二つ名 : 秩序の代理人
  - 陣営 : 雀ヶ丘
  - 雀風 : 慎重、隙がない
  - 好きな役 : 紅一点、紅孔雀
- 立花薫（CV.上村祐翔）
  - 二つ名 : 癒し系アイドル
  - 陣営 : 星辰
  - 雀風 : 穏やかで優しく、高得点の上がりをほとんどしない
  - 好きな役 : 門泥公[注 12]、石の上にも三年
- 萌木原葵（CV.長縄まりあ）
  - 二つ名 : 嶺上の神使
  - 陣営 : 桜咲茶屋
  - 雀風 : 牌山と他家の手牌が見えているような不思議な打ち方
  - 好きな役 : 一発、嶺上開花
- 風間雫（CV.長縄まりあ）
  - 二つ名 : フリーストリート
  - 陣営 : 三途インダストリー
  - 雀風 : ハイリスク・ハイリターン信仰
  - 好きな役 : オープンリーチ、四暗刻単騎
- エルシー（CV.雨宮天）
  - 本名 : エルスペス・キャヴェンディッシュ
  - 二つ名 : 贖罪のシスター
  - 陣営 : 佐賀World
  - 雀風 : 希望を持ちつつ、じっと待つ
  - 好きな役 : 平和、三色同順
- 冷泉えめこ（CV.咲々木瞳）
  - 二つ名 : 超絶かわいいメカバニー
  - 陣営 : Dawn運命騎士
  - 雀風 : プログラムのように精密で、プログラムのように時々エラーが発生する
  - 好きな役 : 清老頭、九蓮宝燈
- 森流歌（CV.八巻アンナ）
  - 二つ名 : 悪魔の手眼
  - 陣営 : Dawn運命騎士
  - 雀風 : 緻密な打ち回しで、的確に相手の弱点を突く
  - 好きな役 : 七対子、三暗刻
- 翡月（CV.千菅春香）
  - 二つ名 : 宇宙から来た占星術師
  - 陣営 : 桜咲茶屋
  - 雀風 : その日の星の配置に応じて戦術を決定
  - 好きな役 : 大七星
- 銀（CV.千菅春香）
  - 二つ名 : 王女の影護衛
  - 陣営 : 帝皇
  - 雀風 : 乱雑錯落、百花繚乱
  - 好きな役 : 燕返し、十三不搭
- ローレライ（CV.髙橋ミナミ）
  - 二つ名 : 多彩な世界の創造者
  - 陣営 : 星辰
  - 雀風 : 美しき詩の如く、麗しき絵の如く
  - 好きな役 : 清一色、二盃口
- エラ（CV.嶋村侑）
  - 二つ名 : 銀幕を貫く拳
  - 雀風 : 活力、熱血、初志貫徹！
  - 好きな役 : 一気通貫、推不倒

### 限定キャラクター
- AU.RO.RA（CV.大西沙織）
  - 二つ名 : 永生の吸血姫
  - 陣営 : Dawn運命騎士
  - 雀風 : 変化が多い、読まれにくい
  - 好きな役 : マンズの清一色
- 榎宮澪（CV.悠木碧）
  - 二つ名 : 白黒世界の孤児
  - 陣営 : 佐賀World
  - 雀風 : 山読みが得意、即槓が好き
  - 好きな役 : 三槓子、四槓子
- 鈺燭（CV.田村ゆかり）
  - 読み : ユーゾ
  - 二つ名 : 宝玉の龍姫
  - 陣営 : 雀ヶ丘
  - 雀風（幼年期） : 未だに基礎的な上がりしかできない
  - 雀風（少年期） : 気持ちに左右されやすく、極めて不安定な打ち方
  - 雀風（青年期） : 流れに身を任せた自然なスタイルの打ち方
  - 好きな役（幼年期） : リーチ
  - 好きな役（少年期） : ダブル立直、対々和
  - 好きな役（青年期） : リーチ、平和、七対子
- 如月璃紗（CV.雨宮天）
  - 二つ名 : 鬼斬りの少女
  - 陣営 : 星辰
  - 雀風 : 始めは処女の如く、後に鬼神の如し
  - 好きな役 : 黒一色
- 藤原白子&黒子（CV.黒沢ともよ）
  - 二つ名 : 謎の双子
  - 二つ名（藤原彩） : 妖艶なる狐
  - 陣営 : 雀ヶ丘
  - 雀風 : 二位一体、互いに補い合う
  - 雀風（藤原彩） : 気まぐれで予測不能
  - 好きな役 : 二盃口、七対子
  - 好きな役（藤原彩） : 風花雪月[注 13]
- ヴィエル（CV.田所あずさ）
  - 本名 : イヴェリエール・ルミエロード
  - 二つ名 : 白金世界の天使
  - 二つ名（逆位置） : 虚無深淵の悪魔
  - 陣営 : Dawn運命騎士
  - 雀風 : 優雅なリズムと調和の取れた打ち回し
  - 好きな役 : 平和、大三元

### コラボキャラクター
『リコリス・リコイル』とのコラボ
- 錦木千束（CV.安済知佳）
  - 雀風 : 自由自在
- 井ノ上たきな（CV.若山詩音）
  - 雀風 : シンプルな打ち方
- 中原ミズキ（CV.小清水亜美）
  - 雀風 : 参加度が高い
- クルミ（CV.久野美咲）
  - 雀風 : 情報をたくさん集める

『Memories Off シリーズ』とのコラボ
- 白河ほたる（CV.水樹奈々）
  - 初出 : 『Memories Off 2nd』
  - 雀風 : テンパイ取ったらオリたくない
  - 好きな役 : 一気通貫
- 陵いのり（CV.小林沙苗）
  - 初出 : 『Memories Off 〜それから〜』
  - 雀風 : テンパイ後、放銃しないように祈る
  - 好きな役 : 平和
- 嘉神川クロエ（CV.後藤邑子）
  - 初出 : 『メモリーズオフ6 〜T-wave〜』
  - 雀風 : 手役が好き、好形重視
  - 好きな役 : 断平三色[注 14]
- 嘉神川ノエル（CV.千本木彩花）
  - 初出 : 『メモリーズオフ6 Next Relation』（ヒロインとしては『メモリーズオフ -Innocent Fille-』）
  - 雀風 : 絶対和了できると信じてる
  - 好きな役 : リーチ、ツモ

『ダンガンロンパ 希望の学園と絶望の高校生』とのコラボ
- 苗木誠（CV.緒方恵美）
  - 二つ名 : 超高校級の“幸運”
  - 雀風 : 最後まで諦めない
- 霧切響子（CV.日笠陽子）
  - 二つ名 : 超高校級の“???”
  - 雀風 : 冷静沈着
- セレスティア・ルーデンベルク（CV.椎名へきる）
  - 本名 : 安広多恵子
  - 二つ名 : 超高校級の“ギャンブラー”
  - 雀風 : 全能な勝負師
- 江ノ島盾子（CV.豊口めぐみ）
  - 二つ名 : 超高校級の“絶望”（超高校級の“ギャル”）
  - 雀風 : 結果を予測できる

『STEINS;GATE』とのコラボ
- 岡部倫太郎（CV.宮野真守）
  - 雀風 : 適当に打ってるように見える
  - 好きな役 : 清老頭
- 牧瀬紅莉栖（CV.今井麻美）
  - 雀風 : 論理的で堅実な麻雀
  - 好きな役 : 平和、一気通貫
- 椎名まゆり（CV.花澤香菜）
  - 雀風 : とりあえずポン
  - 好きな役 : 対々和
- 阿万音鈴羽（CV.田村ゆかり）
  - 雀風 : 高打点狙い、冷静さを失いやすい
  - 好きな役 : 三槓子、四槓子

『アカギ 〜闇に降り立った天才〜』&『天 天和通りの快男児』とのコラボ
- 赤木しげる（CV.萩原聖人）
  - 雀風 : 直感と精神力を駆使する
  - 好きな役 : 混全帯么九
- 鷲巣巌（CV.津嘉山正種）
  - 雀風 : 剛運の持ち主
  - 好きな役 : 国士無双
- 天貴史（CV.小林親弘）
  - 雀風 : 数々のイカサマを駆使する
  - 好きな役 : 九蓮宝燈
- 原田克美（CV.黒田崇矢）
  - 雀風 : 人の心を殺る麻雀を打つ

『オーバーロード』とのコラボ
- アインズ・ウール・ゴウン（CV.日野聡）
  - 雀風 : 副露から見ると極めて恐ろしい打ち方
  - 好きな役 : 断幺九、平和
- アルベド（CV.原由実）
  - 雀風 : 極めて堅実な守備型の打ち方
  - 好きな役 : 七対子
- シャルティア・ブラッドフォールン（CV.上坂すみれ）
  - 雀風 : ひたすらに攻める打ち方
  - 好きな役 : 染め手
- ナーベラル・ガンマ（CV.沼倉愛美）
  - 雀風 : 他人のアガリ牌をしっかりと手に持つベタオリの打ち方
  - 好きな役 : 断幺九、平和

## チーム

### 雀ヶ丘
一色清美と三宅環奈の興味から始まった非プロチーム。プロとしての競技経験が不足していたため、リーダーはあなたに託された。この二人の子供たちからは麻雀競技そのものが持つ純粋な楽しさを感じ取ることができる。このチームはゼロから始めたあなたの麻雀チームであり、キャプテンとして新たな雀士たちとの出会いを重ね、麻雀競技の頂点を目指していくことになる。

### 桜咲茶屋
天和市の海底街に位置する桜咲茶屋は、ほぼこの街と同じくらい長い歴史を持つ名門の古典芸館で、政府関係者や富裕層の商人たちが往来する場所として知られている。噂では、その背後に八坂会というヤクザ組織がいるとも言われている。近年、桜咲茶屋は一般公衆向けに演出活動を開放しているが、その存在は未だに謎に包まれており、麻雀プロチームを結成して天下一番賞リーグに参戦したとき、その存在感を大いに示した。迅速にトップチームに名乗りを上げ、今やその名が広まっている。

### 三途インダストリー
三途インダストリーの親会社である三途重工は天和市の創始者の一つ、東国の桜の都に本社を構え、天和市にも支社を持つ世界的な大手重工業企業である。そのため、三途インダストリーチームは、非常に高い給与水準を誇り、毎年、スター選手の獲得に巨額の予算を投じている。 他のチームが財務管理に厳格な中、彼らは金を湯水のように使っている。

### 星辰
星辰エンターテインメントは、流行文化とファッションの普及を目的とした新興のエンターテイメント企業で、最も知られているのはその「星辰アイドル」という大型スター企画である。この企画が開始されると、瞬く間に現象的なブームを巻き起こし、今もなおその勢いは衰えることなく続いている。星辰麻雀プロチームは、星辰アイドルや才能を持つ有名な雀士で構成されており、成績に関わらず、少なくとも人気に関しては無敵なチームである。

### Dawn運命騎士
DAWNグループ傘下の永遠生命製薬会社により設立された麻雀チーム。「天才と狂人の集まり」として知られる。他のチームと比べて、運命騎士は新人を積極的に採用するが、そのデビュー戦のたびに勝敗に関わらず雀界に大きな衝撃と波紋を呼ぶ。 その人たちがどこから来たのか、またなぜ製薬会社が麻雀競技に参入したのか、誰も知る由もない。 運命騎士の存在こそが、現代麻雀競技における新奇性とランダム性の象徴と言っても過言ではない。

### 佐賀World
「安定」で知られるプロ麻雀チーム。天下一番賞リーグで中位から上位を常に維持し、頂点に立つことは少ないが、決して下がることもない。人員の入れ替えが非常に少なく、契約雀士もスタッフもほとんど変更がない。ブランドから雀士に至るまで、全体的に控えめで目立たない雰囲気が漂い、大規模なマーケティング活動も、雀士の個性を強調することもない。 これにより、佐賀Worldはトップクラスのプロチームの中で最もファンが少ないチームとなっている。

### 帝皇
現代麻雀の権威を象徴する中央雀院により創設されたプロ麻雀チーム。天和市のハイレベルなプロ麻雀大会で圧倒的な支配力を誇り、その存在自体が麻雀の魅力を完璧な具現化として見なされている。誰でも応募できるわけではなく、招待制を採用、中央雀院の優れた卒業生や特別な関係者が選ばれることが多い。 中央雀院の理念と同じ考え方を持ち、才能決定論と勝利至上主義を信じ、驚異的な戦績でその実践を積んでいる。